# Jay and Silent Bob
Jay and Silent Bob er to metalhead-personer spillet af Jason Mewes og Kevin Smith. De optræder i mange af Kevin Smiths film, og begyndte i filmen Clerks. De sælger for det meste marihuana, og opholder sig på et gadehjørne eller udenfor den lokale videobutik, hvor de sælger til butikkens kunder. I Clerks: The Animated Series solgte de dog ikke narkotika, men fyrværkeri.
De interesserer sig for John Hughess film, filmen Purple Rain, og heavy metal-musikeren King Diamond.
De er også superheltene Bluntman and Chronic i tegneserieren af samme navn.
Jay and Silent Bob blev født i Leonardo New Jersey, i starten af 1970'erne. Første gang de mødtes sad de i en barnevogn udenfor Quick Stop Groceries, hvor forældrene var inde for at handle. Jays kendetegn er konstant at bande, og det er fra sin mor han har fået dette, hans første ord var "fuck". Han har også langt blondt hår. Jay tager som oftest rollen som leder hvor Silent Bob som navnet tilsiger, sjældent snakker. Men når han først siger noget er det indsigtsfulle monologer, som kommer på fortræffelige tidspunkter. Silent Bobs kendetegn er kontinuerlig rygning, skæg, hans lange frakke, og en kasket som er omvendt.

## Filmografi
- Clerks (1994)
- Mallrats (1995)
- Chasing Amy (1997)
- Dogma (1999)
- Clerks: The Animated Series (2000)
- Jay and Silent Bob Strike Back (2001)
- Clerks II (2006)

## Musikvideoer
- "Build Me Up Buttercup" af The Goops
- "Can't Even Tell" af Soul Asylum
- "Because I Got High" af Afroman
- "Kick Some Ass" af Stroke 9